# Beneath the Darkness
Beneath the Darkness (Brasil: Além da Escuridão ) é um filme de humor negro dos Estados Unidos. Foi lançado em 2011 e foi recebido com críticas negativas.

## Enredo
Vaughn Ely é um amado nativo de uma pequena cidade do Texas com um segredo escuro. Anteriormente o quarterback estrela, agora ele é o assassino local. Quando Ely descobre que sua esposa, Rosemary, está enganando-o com o marido do professor de inglês, David Moore, ele mata Rosemary e dança com o corpo todas as noites, como se ainda estivesse viva. Também persegue seu amante enquanto ele está correndo de noite e o enterra vivo na sepultura vazia de Rosemary.
Dois anos mais tarde, quatro crianças do ensino médio, Travis, Danny, Brian e sua namorada Abby pensam que vêem um fantasma na janela de Ely quando vêem Ely dançar com o corpo de sua esposa. Eles assumem desde que a van de Ely se foi, que ele não está em casa. Eles entram e ver o que está acontecendo. Enfurecido, Ely os persegue pelas escadas e pega Danny antes que ele possa fugir. Travis corre para dentro, bem a tempo de ver Ely empurrar Danny pelas escadas. Ely ameaça Travis e quebra o pescoço de Danny. Ely se recusa a acusar os adolescentes, e a polícia não acredita nas acusações de Travis.
Travis e Abby se determinam a encontrar provas de que eles estão dizendo a verdade, que Ely é louco e matou Danny. Quando eles irrompem na casa de Ely pela segunda vez, Ely captura Abby e esconde seu corpo inconsciente em um caixão enterrado em seu quintal. Enquanto Travis escapa, Ely dispara e o fere. No hospital, o médico notifica a polícia, e eles mantêm Travis sob guarda. Travis recruta Brian para ajudá-lo a escapar, e enquanto a polícia persegue Brian, que eles pensam ser Travis, Travis retorna para confrontar Ely e livrar Abby.
Ely captura Travis e leva os dois adolescentes para o cemitério, onde ele pretende enterrá-los vivos. No caminho, Travis insta Abby a se salvar e promete alcançá-la. Enquanto Ely força Travis a cavar seu próprio túmulo, Abby se liberta e foge, apenas para retornar para resgatar Travis. Abby vestida em roupas de Rosemary, distrai Ely por sua parte em matá-la. Ely em dúvida sobre sua sanidade, vacila. Enquanto Ely discute com Abby como Rosemary, Travis ataca-o e Abby bate-o antes de enterrá-lo vivo. Os dois então andam de volta para a cidade para pegar o xerife. Ely é resgatado da sepultura, mas acaba em um asilo insano. Dentro de sua cela, ele proclama que o amor suga enquanto olha para a câmera, quebrando assim a quarta parede.

## Elenco
- Dennis Quaid .... Vaughn Ely
- Tony Oller .... Travis
- Aimee Teegarden .... Abby
- Stephen Ford .... Brian
- Devon Werkheiser .... Danny
- Brett Cullen .... Sgt. Nickerson
- Amber Bartlett .... Rosemary
- David Christopher .... Treinador Sovic